# Gouvernement al-Aini V
 (août 2025).
 (mai 2025).
République arabe du Yémen
Le gouvernement al-Aini V est le gouvernement de la République arabe du Yémen du 22 juin 1974 au 16 janvier 1975.

## Composition
| Portefeuille                                                 | Ministre                        |
| ------------------------------------------------------------ | ------------------------------- |
| Premier ministre                                             | Muhsin Ahmad al-‘Ayni           |
| Ministre de l'Agriculture                                    | Muhammad ‘Abdul Quddus al-Wazir |
| Ministre des Communications                                  | ‘Abdullah al-Asnaj              |
| Ministre du Développement                                    | Abdel Karim al-Iryani           |
| Ministre de l'Économie                                       | ‘Abdul Wahab Muhammad           |
| Ministre de l'Éducation                                      | Ahmad Jabir ‘Afif               |
| Ministre des Finances                                        | Muhammad Ahmad al-Junayd        |
| Ministre des Affaires étrangères                             | Yahya Hamud Geghman             |
| Ministre de la Santé                                         | Muhammad ‘Abdul Wadud           |
| Ministre de l'Information                                    | Ahmad Dahmash                   |
| Ministre de l'Intérieur                                      | Yahya al-Mutawakkil             |
| Ministre de la Justice                                       | ‘Ah al-Sam‘an                   |
| Ministre du Travail, des Affaires sociales et de la Jeunesse | ‘Abdullah Barakat               |
| Ministre de l'Administration locale                          | ‘Abdul Malik al-Tayyib          |
| Ministre des Municipalités                                   | ‘Abduh ‘Ah ‘Uthman              |
| Ministre des Travaux publics                                 | ‘Abdul Latif Dayfallah          |
| Ministre des Biens religieux                                 | Ahmad al-Kabab                  |
| Ministre de l'Approvisionnement                              | Sultan al-Kirshi                |